# Hochhausrahmenplan
Der Hochhausrahmenplan ist ein vorbereitendes Planwerk in Frankfurt am Main. In ihm sind Gebiete definiert, in denen Hochhäuser gebaut werden dürfen, um so genannte Wolkenkratzer-Cluster (Pulks) zu bilden. Diese Vorgehensweise ermöglichte die Entstehung der bedeutendsten Skyline in Deutschland. Der Plan wird nach Bedarf flexibel angepasst.

## Geschichte

### Die Entwicklung des Hochhauses und der Hochhausplanung in der Nachkriegszeit

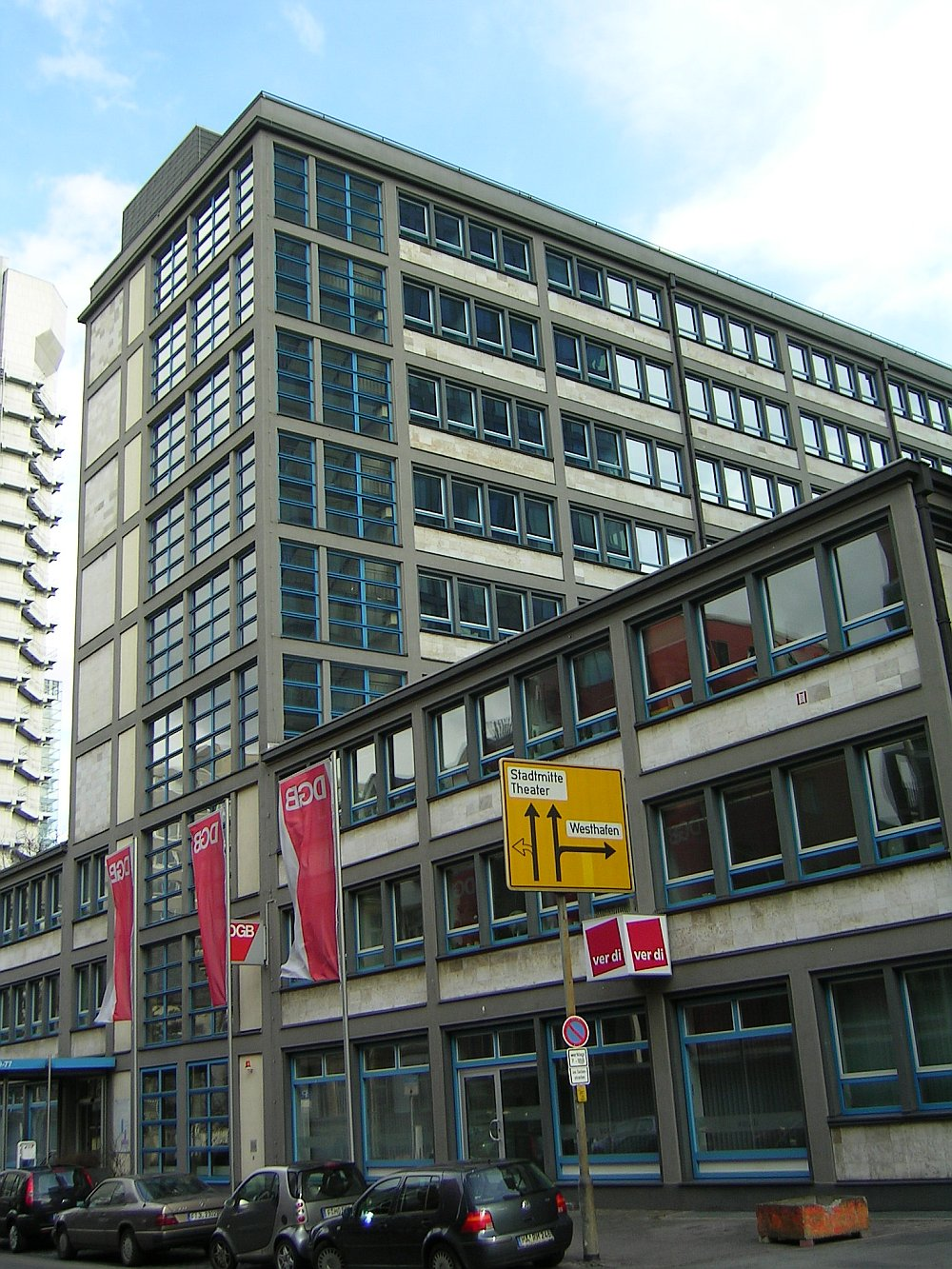
Eines der ersten höheren Häuser in Frankfurt (Gewerkschaftshaus von 1931)

Die im Zweiten Weltkrieg bei den Luftangriffen auf Frankfurt am Main zerstörte Innenstadt erforderte zum Wiederaufbau Investitionen von privater und öffentlicher Seite. Die Kernstadt innerhalb des Anlagenringes (alte Wallanlagen) war zwischen 51 und über 70 % zerstört. Das Areal des Bankenviertels machte hier keine Ausnahme.
Die Bautätigkeit wurde durch die bizonale Verwaltung der Amerikaner, die ihren Sitz in Frankfurt hatte, angeregt. Die Wahl der neuen Hauptstadt Nachkriegsdeutschlands, bei der neben Bonn auch Frankfurt im Gespräch war, förderte gerade hier die Investitionen, da Frankfurt als Verwaltungssitz der Amerikaner gute Aussichten hatte, Hauptstadt zu werden.
In der Frankfurter Innenstadt innerhalb des Anlagenringes wurde mit enormer Geschwindigkeit gebaut. Vor allem im Bankenviertel, das durch die Grundstückszuschnitte für private Investitionen besser geeignet war als die mittelalterliche Kernstadt, bauten private Investoren ein Geschäftshaus nach dem anderen. Der Rest der Innenstadt wurde von öffentlicher Seite wieder aufgebaut, so dass der einstmals mittelalterliche Stadtkern trotz gewaltigem Investitionsdrang von Hochhäusern freigehalten werden konnte.
Schon früh wurden in Frankfurt Anträge auf höhere Bebauung als im Baugebietsplan ausgewiesen eingereicht. Obwohl der damals gültige Baugebietsplan in der Innenstadt nur fünfgeschossige Bauten zuließ, wurden durch Dispens bis zu 14 Geschosse errichtet. Dieses Befreiungsverfahren warf schnell die Frage auf, wo Hochhäuser erlaubt werden sollten und wo nicht. Da mit Befreiungen die ersten Investoren von der Stadt überzeugt werden konnten, musste das Verfahren fortgeführt werden, um auch weitere Investitionen für das Stadtgebiet verbuchen zu können. Die Ansprüche der Investoren wurden daraufhin immer größer.
Hans-Reiner Müller-Raemisch (von 1967 bis 1979 Leiter des Stadtplanungsamtes in Frankfurt und anschließend von 1980 bis 1988 Leiter des Fachbereichs Gesamtplanung) schreibt in seinem Buch über die Planungsgeschichte seit 1945:

„Die Anträge für private Hochhausbauten folgten so rasch, dass die Stadtplanung Mühe hatte, einigermaßen überzeugende Begründungen für die vielen neuen von Investoren geforderten Hochhausstandorte in der Innenstadt zu finden.“

Erst in den 1960er Jahren wurden Bürgerproteste gegen die Übernahme von Wohngebieten durch eine Büronutzung in Hoch- und Geschäftshäusern laut. Besonders betroffen war hiervon das Westend.

### Die Hochhauskonzepte seit 1953
Die Planungen, die sich mit möglichen Standorten von Hochhäusern befassen, wurden seit Ende des Zweiten Weltkrieges in Frankfurt oft diskutiert.

„Aber immer wieder sind die Planungen durch die Entwicklung, das heißt durch den Wechsel der Anschauungen über ihre Nützlichkeit und Wichtigkeit, durch die Durchsetzung ständig größerer Bauhöhen, die Erfindung immer neuer Bauformen und nicht zuletzt sicher auch durch unternehmerische Initiativen und sich wandelnde Standortpräferenzen umgestoßen worden.“

#### Die Wallservitut
Nachdem die Wallanlagen nicht mehr benötigt wurden, sollten sie in Grünanlagen umgewandelt werden, woraufhin ein preußisches Gesetz zum Schutz der Wallanlagen erlassen wurde.
Die Wallservitut von 1907 besagt, dass die früheren Wallanlagen, der heutige Anlagenring, von der Bebauung freigehalten werden und als städtische Grünfläche geschützt und erhalten werden sollen. Ein preußisches Gesetz von 1903 ist hierzu die Grundlage.

#### Der erste Hochhausplan
Die Frage „wo dürfen Hochhäuser hin?“ wurde 1953 mit dem ersten Hochhausplan beantwortet. Dieser Plan beschränkt die Hochhausstandorte auf wenige markante Punkte und wurde auch weitgehend verwirklicht. In diesem Hochhausplan war das Wallanlagen-Konzept integriert, welches besagt, dass die Hochhäuser entlang der Wallanlage quer zu dieser gebaut werden sollen.
Allerdings wurden in den Jahren bis 1956 weit mehr Hochhäuser gebaut als in dem Plan ausgewiesen, gleichwohl wurden manche möglichen Hochhausstandorte in geringerer Höhe errichtet.

#### Der Fingerplan
Der Fingerplan von 1967/1968 in der Ägide des Planungsdezernenten Hans Kampffmeyer war eine rohe Skizze, in der vom Anlagenring ausgehend, mehrere Streifen eingezeichnet waren, in denen eine intensive Bebauung zugelassen werden sollte. Wie Finger einer gespreizten Hand greifen diese Bebauungsstreifen auseinander. Auch für die Gebiete zwischen den Fingern war eine verdichtete Bebauung vorgesehen. Es war ein Plan „unter dem Tisch“, verbunden mit verwaltungsinternen Planungen, kein rechtsgültiger Bebauungsplan. Als 1971 im Frankfurter Häuserkampf der Widerstand der Bevölkerung sichtbar wurde, wurde für das Frankfurter Westend eine „Veränderungssperre“ verhängt, und der Fingerplan war damit Vergangenheit. Auf der Basis des Fingerplans waren aber im Vorgriff auf noch nicht existierende Baupläne baurechtliche Zusagen erteilt worden. Die entsprechenden Bauvorhaben wurden damals vom Planungs- und Baudezernenten als „Leichen im Keller“ bezeichnet. Um nicht schadensersatzpflichtig zu werden, musste die Stadt Baugenehmigungen erteilen. Eine dieser „Kellerleichen“ ist das Westend-Center (heute Hochhaus am Park) an der Fürstenbergerstraße. Es bildet den „Fingernagel“ des damals konzipierten nördlichen Fingers im Westend.

#### Der Clusterplan
Der Clusterplan oder Bankenplan von 1974 wurde allein für das Bankenviertel aufgestellt und teilt die Hochhäuser in Cluster ein, neben denen Zonen von niedriger Bebauung standen. Dieser Plan wollte dem Drang der Banken, immer höhere Gebäude zu bauen, einen städtebaulichen Rahmen geben.

#### Der City-Leitplan
Der City-Leitplan von 1983 wurde vom Büro Speerplan entworfen und umfasst einen großen Teil der Innenstadt. Dieses langfristige Konzept, das aufgrund der Verdrängung des Wohnens aus der Innenstadt entwickelt wurde, sollte die gewachsene Stadt berücksichtigen. Wichtigstes Ziel war es, das Wohnen in der Stadt zu sichern und dennoch zentrale Arbeitsplätze zu schaffen. Im gleichen Jahr entstand der Entwurf des damals jungen Architekten H.R. Hiegel zum nicht realisierten Campanile in der Nähe des Hauptbahnhofs. Die Entwicklungsachsen, die im Fingerplan das erste Mal im Gespräch waren, wurden im City-Leitplan überarbeitet und durch weitere Achsen ergänzt. In diesen neu ausgewiesenen Entwicklungsachsen sollte ein Investitionsvolumen von 1 Milliarde DM verwirklicht werden.
Der Plan wurde auch erstellt, um Investitionssicherheit zu gewährleisten, Kapitalanlagen zu steuern und damit den Investitionsdruck aus anderen Stadtgebieten fernzuhalten.
Ein wichtiger Bestandteil das Planes war die Aufwertung des Frankfurter Ostens. Aus diesem Grund kam die östliche Entwicklungsachse „Hanauer Landstraße“ hinzu.
Trotz des Metropolencharakters, der Frankfurt ständig mehr prägt, war und ist heute noch eine weitgehende Funktionsmischung vorhanden, so dass sich zwar Nutzungsschwerpunkte in Stadtteilen entwickelt haben, aber nur selten monostrukturierte Stadtteile entstanden sind. Der Leitplan sollte der dennoch fortschreitenden Funktionstrennung entgegenwirken.
Im Rahmen des City-Leitplans wurde in Frankfurt 1970 und 1977/78 eine Arbeitsplatzzählung durchgeführt. In Frankfurt waren damals 70 % der Beschäftigten im tertiären Sektor tätig, der Bundesdurchschnitt lag jedoch nur bei 49 %. In Frankfurt lag demgemäß auch damals schon ein überregional bedeutender Dienstleistungsschwerpunkt (vor allem Banken) im Gefüge der Zentralen Orte der BRD.

#### Der Rahmenplan Bankenviertel

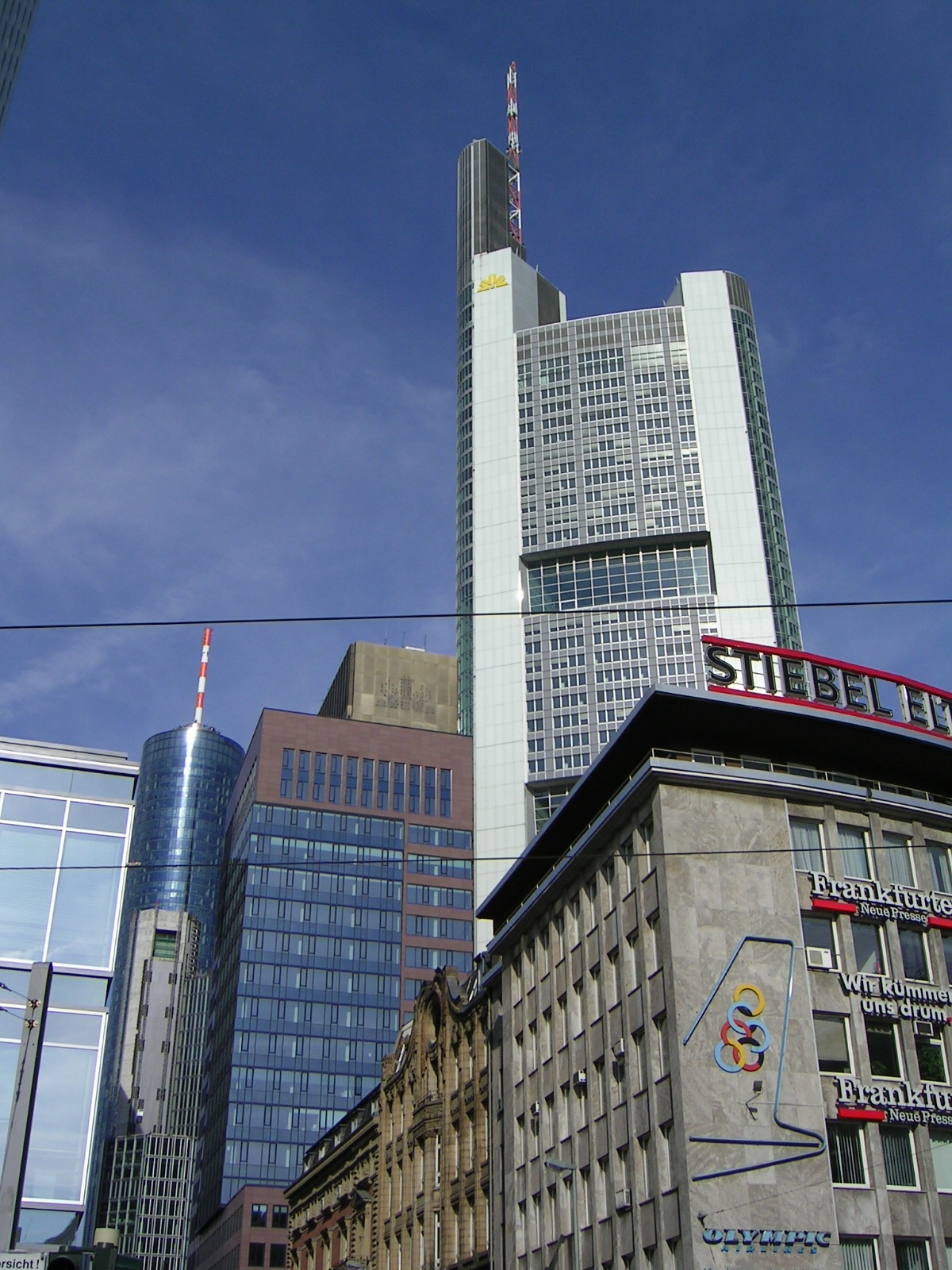
Bankenviertel

Der Rahmenplan von 1990, der von dem Offenbacher Architekturbüro Novotny, Mähner und Assoziierte vorgelegt wurde, schlug neue Hochhausstandorte vor. Diese wurden durch den Bebauungsplan Nr. 702 – Bankenviertel – verwirklicht.
Er befasst sich überwiegend mit dem traditionellen Bankenviertel und macht dennoch einige Aussagen über die umliegenden Gebiete, wie das Bahnhofsviertel und das Westend. In den genannten Bereichen wurde aufgezeigt, wie die städtebauliche Qualität verbessert werden kann. Außerdem wurde festgestellt, wie und wo städtebaulich verträglich verdichtet werden könnte. Wie schon der City-Leitplan sollte auch dieser Plan Investitionen leiten und aus Wohngebieten, wie dem Westend, die Büronutzung heraushalten. Die vorhandene ÖPNV-Erschließung sollte durch Verdichtung an gut erschlossenen Stellen besser genutzt werden.
In diesem Rahmenplan wird auf die Wallservitut hingewiesen und daraus ein Konzept entwickelt, das die Wallanlagen auch weiterhin freihält und eine Abstufung vorsieht. Die Abstufung sollte so aussehen, dass Hochhäuser in der „zweiten Reihe“ gebaut werden, das heißt, dass direkt an den Wallanlagen nur niedrige Bebauung zugelassen wird und erst in der „zweiten Reihe“ Hochhäuser stehen dürfen. Ausnahmen sind nur an Eckpunkten als Torsituation zulässig. Eine weitere Festsetzung ist die maximale Höhe von 160 m bei neuen Hochhausbauten.

#### Bebauungspläne für das Bankenviertel
Für das Bankenviertel gibt es eine Reihe von Bebauungsplänen, von denen jedoch nicht alle rechtskräftig wurden:
- B-Plan Nr. 281 – Zwischen Neue Mainzer Straße und Junghofstraße
- B-Plan Nr. 669 – Bankenviertel I – Zwischen Neue Mainzer Straße und Neue Schlesingerstraße
- B-Plan Nr. 670 – Bankenviertel II – Zwischen Neue Mainzer Straße und Taunusanlage

Die Verfahren zu diesen Bebauungsplänen wurden allerdings eingestellt und zum B-Plan Nr. 702 – Bankenviertel – zusammengefasst.
Dieser Bebauungsplan wurde auf der Grundlage des Rahmenplanes Bankenviertel von 1990 entwickelt und setzt die Hochhausstandorte für das Bankenviertel um.
Ziel des Bebauungsplanes ist es, die Innenstadt nachzuverdichten und den Standort Bankenviertel zu sichern.
Das Ausweisen von Wohnflächen, Ladengeschossen und Restaurants geschieht, um den Anteil innerstädtischen Wohnraums zu erhöhen und das Viertel zu beleben.

#### Planungen für das Westend
Die breite öffentliche Unterstützung für die Neubauvorhaben bis 1974 und die Großzügigkeit der Baubehörden bis Anfang der 1970er Jahre, sowie die Bonusverfahren für die Hochhausbauten führten dazu, dass die Bevölkerung sensibilisiert wurde und gegen das Vordringen der Hochhausbebauung in Wohngebiete protestierte, so dass es nötig wurde, durch B-Pläne die Wohnnutzung im Westend zu sichern.
Der Rahmenbebauungsplan Westend von 1971, der Schüsselplan genannt wird, umfasste das Wohngebiet mit Hochhäusern. Der endgültige Plan von 1972/74 setzt diese Idee so um, dass ein Wohngebiet von Mischgebieten umfasst wurde.

## Der Hochhausentwicklungsplan von 1998
Der Entwurf für einen neuen Hochhausentwicklungsplan, den das Architekturbüro Jourdan & Müller unter dem Titel Frankfurt 2000 konzipierte, wurde im September 1997 der Öffentlichkeit vorgestellt. Der Entwurf sah 18 neue Hochhausstandorte in drei „Verdichtungszonen“ vor. Ein wichtiger Leitgedanke des Planes war das „Pulkkonzept“, welches besagt, dass die Hochhäuser in Gruppen zusammenstehen sollen. Der damals zuständige Planungsdezernent Wentz meinte dazu, dass durch dieses Konzept andere Stadtteile von Hochhäusern frei bleiben würden „… und ihre städtebauliche, soziale und kulturelle Identität bewahren.“ Damit soll der Investitionsdruck auf drei definierte Hochhauszonen beschränkt werden.
Die erste Verdichtungszone ist das traditionelle Bankenviertel, in dem Jourdan & Müller den Bau von fünf Hochhäusern mit Höhen zwischen 130 und 228 Metern vorschlug. Die zweite Verdichtungszone Messe/Europaviertel umfasst das Messegelände sowie das Areal des direkt angrenzenden, 1996 aufgegebenen Hauptgüterbahnhofes, auf dem ein neues Stadtviertel (das Europaviertel) geplant ist. Insgesamt fünf Hochhäuser wurden für das Gebiet vorgeschlagen, darunter der 369 Meter hohe Millennium Tower. Als dritte Verdichtungszone mit sechs Hochhausstandorten war das Parkviertel vorgesehen. Das Parkviertel sollte ein neues Stadtviertel auf dem Gleisvorfeld des Hauptbahnhofs werden, da die Deutsche Bahn im Rahmen des Projekts Frankfurt 21 den oberirdischen Kopfbahnhof durch einen Durchgangsbahnhof in Tieflage ersetzen wollte.
Von den 18 vorgeschlagenen Standorten wurden 16 von der Stadt Frankfurt genehmigt. Zurückgestellt wurde die Entscheidung über ein Hochhaus auf dem Areal der Allianz an der Taunusanlage (90 Meter) und ein Hochhaus auf dem ehemaligen Telenorma-Areal (160 Meter).
Im Folgenden werden die Verdichtungszonen im Einzelnen beschrieben.

### Bankenviertel
Das Bankenviertel ist kein eigenständiger Stadtteil. Es besteht aus dem westlichen Teil der Innenstadt, dem südlichen Teil des Westends entlang der Mainzer Landstraße und dem östlichen Teil des Bahnhofsviertels. Es stellt die klassische Entwicklungszone für Hochhäuser dar. Auf den ungefähr 2,5 km² stehen drei Gebäude mit über 200 Metern Höhe (Commerzbank Tower, Westendstraße 1, Main Tower). An das öffentliche Nahverkehrsnetz ist die Zone sehr gut angebunden. Die S-Bahn-Stationen Taunusanlage und Hauptwache (S1–S6, S8–S9), die U-Bahn-Stationen Willy-Brandt-Platz (U1–U5 und U8) und Alte Oper (U6–U7) sowie der Hauptbahnhof sind schnell erreichbar.
| Projektname                                              | Höhe  | Adresse                                                         | Eigentümer                                             | Status |
| -------------------------------------------------------- | ----- | --------------------------------------------------------------- | ------------------------------------------------------ | --- |
| MAX                                                      | 228 m | Innenstadt, Große Gallusstr. 10–14, Neue Schlesingergasse 10–16 | Deutsche Bank                                          | Das Hochhaus sollte das Händlerzentrum der Deutschen Bank ersetzen. Der Baubeginn war zunächst für 2003 geplant, nach den Terroranschlägen am 11. September 2001 wurde die Planung jedoch gestoppt. 2015 verkaufte die Deutsche Bank ihr gesamtes Areal, das sogenannte Deutsche-Bank-Dreieck, an einen Projektentwickler. Dieser plant das Areal ab 2017 mit vier Hochhäusern neu zu bebauen, wobei wiederum ein 228 Meter hohes Hochhaus am ursprünglichen MAX-Standort vorgesehen ist.                       |
| Hochhauskomplex Neue Mainzer Straße                      | 197 m | Innenstadt, Neue Mainzer Str. 57–59, Junghofstraße 27           | Frankfurter Sparkasse, Württembergische Hypothekenbank | Die Grundstücksnachbarn planten einen gemeinsamen Doppelturm. 2001 wurde ein Architekturwettbewerb ausgelobt, den KSP Engel und Zimmermann Architekten gewannen. Die Pläne zerschlugen sich allerdings während der folgenden Flaute auf dem Markt für Büroimmobilien. Für den Standort gibt es aktuell (Stand 2016) keine bekannten Hochhausplanungen. |
| Hochhaus Bankhaus Metzler/LHB Internationale Handelsbank | 175 m | Innenstadt, Große Gallusstr. 16–18                              | Bankhaus Metzler, LHB Internationale Handelsbank       | 2001 planten die Grundstücksnachbarn zusammen einen Hochhausneubau, die Pläne zerschlugen sich allerdings während der folgenden Flaute auf dem Markt für Büroimmobilien. Das Bankhaus Metzler gab 2014 den Stammsitz in der Große Gallusstraße 18 auf und erwarb von der LHB Internationale Handelsbank das Grundstück Große Gallusstraße 16. Beide Grundstücke verkaufte Metzler 2015 an Tishman Speyer Properties, die seit Anfang 2016 ein noch namenloses, 185 Meter hohes Büro- und Wohngebäude errichten. |
| Kaiserkarree                                             | 135 m | Innenstadt, Taunustor 3, Neue Mainzer Str. 37–39                | Rheinische Hypothekenbank                              | Das Grundstück wurde 2007 an Commerz Real AG und Tishman Speyer Properties verkauft. Nach einer Überarbeitung der Pläne wurde das Projekt in Taunusturm umbenannt. Es umfasst einen 170 Meter hohen Büroturm und ein 63 Meter hohes Wohngebäude. Die Gebäude wurden ohne Vorvermietung von 2011 bis 2013 errichtet. |
| Hochhaus Frankfurter Sparkasse/Landeszentralbank         | 130 m | Innenstadt, Neue Mainzer Str. 47–51                             | Frankfurter Sparkasse, Landeszentralbank               | Keine bekannten Planungen. |

### Messe/Europaviertel
Das Messegelände erstreckt sich über die Stadtteile Bockenheim, Gallus und Westend-Süd. Das Gebiet ist über die U-Bahn-Linie U4 (Festhalle/Messe) zu erreichen. Der Hauptbahnhof ist nur eine Station entfernt. Bekannteste Bauwerke sind der Messeturm, das Westend Gate sowie Kastor und Pollux. Auf dem Gelände des aufgegebenen Hauptgüterbahnhofs direkt am Messegelände entsteht seit 2006 das Neubaugebiet Europaviertel. Eine Verlängerung der U-Bahn-Strecke B soll in Zukunft das Europaviertel mit dem Hauptbahnhof und der Innenstadt verbinden.
| Projektname                             | Höhe  | Adresse                              | Eigentümer        | Status |
| --------------------------------------- | ----- | ------------------------------------ | ----------------- | --- |
| Millennium Tower                        | 369 m | Gallus, Güterplatz 3–7               | Vivico            | War ursprünglich als höchstes Gebäude Europas geplant. Seit 2001 besteht Baurecht. Zuletzt wurde das Projekt als Baumassenmodell bei der Immobilienmesse Cityscape 2007 in Dubai präsentiert. Für den Standort gibt es aktuell (Stand 2016) keine bekannten Hochhausplanungen. |
| Tower 1                                 | 210 m | Gallus, Osloer Straße                | Vivico            | 2002 legte der Architekt Jean Nouvel einen Entwurf für ein 212 Meter hohes Bürohochhaus vor, der allerdings nicht realisiert wurde. 2014 wurde ein Architekturwettbewerb ausgelobt, den Meurer Architekten mit einem Entwurf für ein 175 Meter hohes Büro- und Hotelhochhaus gewann. Der Bau soll beginnen, wenn Mieter für das Hotel und die Büroflächen gefunden wurden.                               |
| Tower 185                               | 185 m | Gallus, Friedrich-Ebert-Anlage 35–37 | Vivico            | Errichtet 2008–2011. Hauptmieter ist die Wirtschaftsprüfungsgesellschaft PricewaterhouseCoopers. Die Gebäudehöhe wurde auf 200 Meter erhöht. |
| Tower 2                                 | 160 m | Gallus, Osloer Straße                | Vivico            | 2008 plante die Global Hyatt Corporation auf dem Grundstück einen nur 113 Meter hoher Hotelturm, 2013 zog sich Hyatt allerdings aus dem Betreibervertrag für das „Grand Hyatt Frankfurt“ wieder zurück. Seit Anfang 2016 baut die gsp Gesellschaft für Städtebau und Projektentwicklung ein 176 Meter hohes Hochhaus mit 401 Wohnungen auf 47 Stockwerken, das höchste reine Wohngebäude in Deutschland. |
| Hochhaus am ehemaligen Polizeipräsidium | 145 m | Gallus, Friedrich-Ebert-Anlage 11    | Bundesland Hessen | Seit 2010 verhandelt das Land Hessen über einen Verkauf des Grundstücks mit einem Investor. Problematisch ist dabei, dass die geplante Verlängerung der U-Bahn-Linie U5 unter dem Grundstück die Neuentwicklung samt Hochhausbau einschränken könnte. |

### Parkviertel
Als Parkviertel sollte ein neues Stadtviertel auf dem Gleisvorfeld des Hauptbahnhofs zwischen den Stadtteilen Gutleutviertel und Gallus im Zusammenhang mit dem Projekt Frankfurt 21 der Deutschen Bahn entstehen. Es war geplant den Schienenverkehr komplett unterirdisch abzuwickeln, den Hauptbahnhof von einem Kopf- zu einem Durchgangsbahnhof zu erweitern und die freiwerdenden Flächen für Wohn- und Büronutzung zu entwickeln.
Folgende sechs Hochhäuser sollten errichtet werden:
- Hochhaus Deutsche Bahn 3 (290 m)
- Hochhaus Deutsche Bahn 2 (250 m)
- Hochhaus Deutsche Bahn 4 (230 m)
- Hochhaus Deutsche Post West (175 m)
- Hochhaus Deutsche Bahn 1 (170 m)
- Hochhaus Deutsche Post Ost (160 m)

2002 gab die Bahn das Projekt aus finanziellen Gründen auf. Mit RheinMain plus wurde ein Nachfolgeprojekt vorgestellt, das jedoch keine Untertunnelung des Gleisvorfeldes mehr vorsieht.

## Der Hochhausentwicklungsplan von 2008
2005 erteilte die Stadt Frankfurt Jourdan & Müller den Auftrag den Hochhausentwicklungsplan aus dem Jahr 1998 fortzuschreiben. Zwar waren seitdem weitere Hochhäuser gebaut (etwa Westhafen Tower, Gallileo, Palaisquartier, Skyper) oder genehmigt (Opernturm, Neubau der Europäischen Zentralbank, Torhaus II, Hochhaus auf dem ehemaligen Telenorma-Areal) worden, darunter befand sich allerdings keines der Projekte aus dem ersten Hochhausrahmenplan. Im Rahmen der Fortschreibung sollten auch die sechs Hochhausstandorte, die durch das Scheitern von Frankfurt 21 weggefallen waren, aus dem Plan gestrichen werden.
Der neue Entwurf wurde im März 2007 erstmals der Öffentlichkeit vorgestellt. Dieser sah 16 neue Standorte für insgesamt 29 Einzelprojekte vor, 12 Gebäude ab einer Höhe von 100 Metern und 17 Gebäude unter der 100-Meter-Marke (sogenannte „Hochpunkte“). Der Grundsatz der Pulkbildung in den großen Clustern Bankenviertel und Messe/Europaviertel wurde beibehalten und um einen neuen Cluster „Nördliche Innenstadt“ mit Wohnhochhäusern an der Stiftstraße und auf dem Turmpalast-Areal in der näheren Umgebung der Palaisquartier-Hochhäuser ergänzt. Abweichend vom Cluster-Konzept schlugen Jourdan & Müller auch Standorte vor an den bislang keine Hochhäuser stehen, etwa am Hauptbahnhof, an der Osthafenmole und am Ratswegkreisel.
2008 erstellte die Stadt Frankfurt auf Grundlage der Empfehlungen von Jourdan & Müller eine eigene Vorlage mit 25 Einzelprojekten an insgesamt 17 Standorten. Fast alle von Jourdan vorgeschlagenen Standorte wurden dabei übernommen, viele jedoch in ihrer Höhe reduziert. Gestrichen wurden 3 von 5 vorgeschlagenen Hochhäusern an der Emser Brücke im Europaviertel, eins von zwei Hochhäusern in der Hafenstraße, eins von zwei Hochhäusern auf dem Turmpalast-Areal und ein Hochhaus für die DZ Bank am Platz der Republik. Neu hinzugefügt wurde ein drittes Hochhaus auf dem Maintor-Areal und ein Hochhaus an der Festhalle. Das Hochhaus für die DZ Bank wurde schließlich doch noch in den Plan aufgenommen, allerdings mit reduzierter Höhe. Dem Hochhaus am Hauptbahnhof, von Jourdan & Müller mit einer Höhe von 180 Metern vorgeschlagen und von der Stadt zunächst auf 100 Meter reduziert, wurde letztlich eine Höhe von 200 Meter zugebilligt.
Der erweiterte Hochhausrahmenplan mit 26 neuen Hochhäusern an insgesamt 18 Standorten wurde am 11. Dezember 2008 mit den Stimmen von CDU, Grünen und FDP im Stadtparlament beschlossen.
Im Jahr 2018 soll eine aktualisierte Fassung des Hochhausrahmenplans beschlossen werden.

### Bankenviertel
| Projektname                    | Höhe  | Adresse                            | Eigentümer                                           | Status |
| ------------------------------ | ----- | ---------------------------------- | ---------------------------------------------------- | --- |
| Marienturm                     | 210 m | Bahnhofsviertel, Taunusanlage 9–11 | DekaBank Deutsche Girozentrale, DB Real Estate, Degi | 2004 gab es erste Überlegungen das Hochhaus Taunusanlage 11 zugunsten eines 250 Meter hohen Neubaus abzureißen. Die Maximalhöhe wurde schließlich aufgrund drohender Verschattung der Umgebung auf 210 Meter begrenzt. 2013 erwarb der Baukonzern Hochtief die Grundstücke Taunusanlage 9–10 und stellte Pläne für einen nur 155 Meter hohen Turm vor. Das Grundstück Taunusanlage 11 ist nicht mehr Bestandteil der Planungen, das Hochhaus wurde 2011–2013 saniert. Der Bau des 155 Meter hohen Marienturms begann 2016 und soll Anfang 2019 abgeschlossen sein. |
| Hochhaus am Platz der Republik | 175 m | Westend-Süd, Platz der Republik    | DZ Bank                                              | Die DZ Bank plant ein drittes Hochhaus zwischen den Hochhäusern Westendstraße 1 und City-Haus I als Erweiterung ihrer Zentrale. Der Standort wurde durch die Stadt Frankfurt zunächst wegen drohender Verschattung des Westends abgelehnt, letztlich jedoch befürwortet. Im Gegenzug muss sich die DZ Bank verpflichten neue Arbeitsplätze in dem Turm zu konzentrieren und das Union Investment-Hochhaus zu einem Wohnturm umbauen zu lassen, um die Forderung der Stadt nach 30 Prozent Wohnanteil zu erfüllen. 2014 verkaufte die DZ Bank das Union Investment-Hochhaus jedoch an die DIC Asset AG. |
| WINX                           | 110 m | Altstadt, Neue Mainzer Straße 6–12 | DIC Asset                                            | Teil des Maintor-Projekts. Die Planungen sahen zunächst einen 150 Meter hohen Turm vor, in Verhandlungen mit der Stadt Frankfurt wurde die Höhe aber reduziert. Die Bauarbeiten starteten 2015, die Fertigstellung soll bis Ende 2017 erfolgen. Bereits vor Baubeginn hat Union Investment ca. 60 Prozent der Büroflächen angemietet. Im November 2014 wurde das WINX-Hochhaus an die Unternehmerin Susanne Klatten verkauft. |
| Maintor Porta                  | 70 m  | Altstadt, Weißfrauenstraße 7–9     | DIC Asset                                            | Errichtet 2012 bis 2014 als Teil des Maintor-Projekts. Union Investment hat das Hochhaus 2015 als alleiniger Mieter bezogen. |
| Maintor Panorama               | 64 m  | Altstadt, Neue Mainzer Straße 2–4  | DIC Asset                                            | Errichtet 2013 bis 2015 als Teil des Maintor-Projekts. Hauptmieter ist die Wirtschaftskanzlei CMS Hasche Sigle. |
| Allianz-Hochhaus               | 60 m  | Westend-Süd, Taunusanlage          | Allianz SE                                           | Bereits für den Hochhausrahmenplan von 1998 war ein 90 Meter hohes Gebäude auf dem Grundstück der Allianz an der Taunusanlage im Gespräch, eine Entscheidung wurde damals jedoch nicht getroffen. Von 2003 bis 2006 entwickelte die Allianz das Grundstück neu, wobei der Bauplatz für das Hochhaus frei gehalten wurde. Mehrfach brachte die Allianz eine Höhe von 170 Metern ins Gespräch, ähnlich dem benachbarten Opernturm, die Stadt Frankfurt blieb wegen der drohenden Verschattung des Opernplatzes allerdings bei ihrer ablehnenden Haltung. In den neuen Hochhausrahmenplan von 2008 wurde das Hochhaus schließlich aufgenommen, allerdings nur mit einer Maximalhöhe von 60 Metern. Mittlerweile (Stand 2016) soll die Allianz kein Hochhaus mehr auf dem Areal planen, da alle Hochhausvarianten an dieser Stelle zu einer Verschattung des Opernplatzes führen würden. |
| Mainzer Landstraße 36          | 60 m  | Westend-Süd, Mainzer Landstraße 36 | St Martins Property Group                            | Der Hochhausbau wurde aufgrund drohender Verschattung des dahinterliegenden Wohnviertels im Westend wieder verworfen. Von 2015 bis 2016 wurde auf dem Grundstück ein nur achtgeschossiger Neubau namens „Vista“ errichtet. |

### Messe/Europaviertel
| Projektname                                | Höhe  | Adresse                                      | Eigentümer                                       | Status |
| ------------------------------------------ | ----- | -------------------------------------------- | ------------------------------------------------ | --- |
| Hochhaus Theodor-Heuss-Allee 2             | 140 m | Westend-Süd, Theodor-Heuss-Allee 2           | DekaBank Deutsche Girozentrale                   | Das 1986 errichtete, 62 Meter hohe „Poseidon-Haus“ an der Schnittstelle von Theodor-Heuss-Allee und Hamburger Allee war von 2000 bis 2003 die Zentrale der Aventis (heute Sanofi). 2008 wurde das Grundstück als potentieller Hochhausstandort in den Hochhausrahmenplan aufgenommen. 2010 mietete die ING-DiBa das gesamte Gebäude für ihre neue Deutschland-Zentrale. Um die erforderlichen 40.000 Quadratmeter Bürofläche zur Verfügung stellen zu können, wurde ein Teil des Poseidon-Hauses abgerissen und durch einen höheren Bauteil ersetzt. 2013 bezog die ING-DiBa den Gebäudekomplex, der seitdem den Namen „Leo“ trägt. |
| Kulturcampus Hochhaus Senckenberganlage 15 | 140 m | Westend-Süd, Senckenberganlage 15            | ABG Frankfurt Holding                            | Auf dem Grundstück befand sich von 1970 bis zur Sprengung am 2. Februar 2014 der 116 Meter hohe AfE-Turm der Johann-Wolfgang-Goethe-Universität. Dieser gehörte zum Campus Bockenheim der Goethe-Universität und beherbergte bis März 2013 die Büros und Seminarräume der Fachbereiche Gesellschaftswissenschaften, Erziehungswissenschaften und Psychologie. Am 23. August 2011 hatte das Land Hessen das Gelände des Campus Bockenheim an die stadteigene ABG Frankfurt Holding verkauft, da die Goethe-Universität beschlossen hatte den Standort in Bockenheim zu schließen und die Fachbereiche zum Campus Westend und zum Campus Riedberg umzusiedeln. Im September 2015 erwarb die Commerz Real das Grundstück für den offenen Immobilienfonds hausInvest und plant den Bau eines 140 Meter hohen Hotel- und Wohngebäudes an der Senckenberganlage. Für die ersten 16 Geschosse wurde ein langfristiger Mietvertrag über 25 Jahre mit Meliá Hotels International geschlossen, die hier ein Vier-Sterne-Hotel eröffnen wollen. Vom 17. bis zum 40. Geschoss werden bis zu 300 Wohnungen entstehen. Im Januar 2016 wurde ein Architekturwettbewerb abgeschlossen, aus dem allerdings kein eindeutiger Sieger hervorging, da nur drei gleichberechtigte zweite Preise vergeben wurden. Die drei Architekturbüros erhielten daraufhin den Auftrag, ihre Entwürfe zu überarbeiten. Im März 2016 wurde der überarbeitete Entwurf von Cyrus Moser Architekten als Sieger gekürt. Der Baubeginn des Hotel- und Wohnhochhauses (auch als Hybridhochhaus bezeichnet) soll im vierten Quartal 2016 beginnen. Das Grundstück für das zweite mögliche Hochhaus mit einer Höhe von 100 Metern (Bürogebäude Nord genannt) befindet sich noch im Eigentum der ABG Frankfurt Holding. |
| Hochhaus an der Matthäuskirche             | 130 m | Gallus, Hohenstaufenstraße                   | Evangelische Hoffnungsgemeinde Frankfurt am Main | 2002 beschloss die Regionalversammlung des Evangelischen Regionalverbandes den Abriss der Matthäuskirche und den Verkauf des Grundstücks, da die für 600 Personen ausgelegte Kirche im Schnitt nur von etwa 30 Personen pro Gottesdienst besucht werde. Gegen den geplanten Abriss wurde von verschiedener Seite Kritik geäußert. Der Architekt und Stadtplaner Jochem Jourdan machte 2007 den Vorschlag einen erheblichen Teil des Kirchengebäudes zu erhalten und in eine neue Hochhausbebauung zu integrieren. Diese Kompromisslösung wurde im Hochhausrahmenplan 2008 konkretisiert: Dort heißt es, die Matthäuskirche solle weitest möglich erhalten bleiben und sei gegebenenfalls in ein neues Hochhaus zu integrieren. Für den Standort gibt es aktuell (Stand 2016) keine bekannten Hochhausplanungen. |
| Hochhaus Hafenstraße/Adam-Riese-Straße     | 110 m | Gallus, Hafenstraße, Adam-Riese-Straße       |                                                  | Ein Hochhaus zwischen den Gleisanlagen des Hauptbahnhofs und dem 93 Meter hohen Hochhaus Hafenstraße 51 soll den südlichen Abschluss des Messeviertels bilden. Für den Standort gibt es aktuell (Stand 2016) keine bekannten Hochhausplanungen. |
| Hochhaus an der Emser Brücke (Nord)        | 100 m | Gallus, Europa-Allee (Baufeld 42a)           | Aurelis                                          | 2013 hat die Messe Frankfurt GmbH das direkt an das Messegelände grenzende Grundstück gekauft. Mit dem Bauprojekt „Messeeingang Süd“ soll ein Büro- und Hotelgebäude mit mindestens 35.000 Quadratmeter Bruttogrundfläche entstehen, einen entsprechenden Architekturwettbewerb gewann 2014 das Architekturbüro Cyrus Moser Architekten. Der Baubeginn für das 100-Meter-Hochhaus war für 2016 und die Fertigstellung für 2018 vorgesehen. 2015 wurde der Baubeginn jedoch auf unbestimmte Zeit verschoben. |
| Kulturcampus Bürogebäude Nord              | 100 m | Westend-Süd, Senckenberganlage               | ABG Frankfurt Holding                            | Auf dem Grundstück des ehemaligen AfE-Turms können zwei Hochhäuser gebaut werden. Ein Teilstück hat die Commerz Real erworben und plant ab 2016 den Bau eines 140 Meter hohen Hotel- und Wohngebäudes (Projekt Senckenberganlage 15). Für das 100 Meter hohe Bürogebäude Nord sucht die ABG Frankfurt Holding noch einen Käufer (Stand 2016). |
| Hochhaus an der Emser Brücke (Süd)         | 80 m  | Gallus, Europa-Allee (Baufeld 29)            | Aurelis                                          | 2014 wurde das Grundstück von der P+B Planen und Bauen GmbH & Co. KG und der Porsche Design Group gekauft. Die Bauherren planen ein exklusives Wohnhochhaus, den „Porsche Design Tower Frankfurt“. Einen Architekturwettbewerb gewann 2015 das Architekturbüro Grüntuch Ernst Planungsgesellschaft mit einem Entwurf für einen 100 Meter hohen Wohnturm. Umgesetzt werden soll allerdings der zweitplatzierte Entwurf von blauraum Architekten, die ebenfalls einen 100-Meter-Turm entworfen haben. Der Bau soll 2016 beginnen und 2018 abgeschlossen sein. |
| Kulturcampus Wohnturm                      | 70 m  | Westend-Süd, Robert-Mayer-Straße             | Aurelis                                          | Das Grundstück wird von der Goethe-Universität noch für das Institut für Informatik genutzt. |
| Hochhaus am Europagarten (Süd)             | 60 m  | Gallus, Europa-Allee 101–103 (Baufeld 22–23) | Aurelis                                          | Die Nassauische Heimstätte hat das Grundstück gekauft und baut seit November 2014 den Wohnturm „Praedium“ mit 242 Wohnungen. 2017 soll das 66 Meter hohe Gebäude fertiggestellt sein. |
| Hochhaus am Europagarten (Nord)            | 60 m  | Gallus, Europa-Allee (Baufeld 43)            | Aurelis                                          | Das als „Baufeld 43“ bezeichnete Grundstück steht noch zum Verkauf (Stand 2016). |
| Hochhaus an der Festhalle                  | 60 m  | Westend-Süd                                  |                                                  | Zwischen der Festhalle und dem Messeturm ist ein 60 Meter hohes Bürogebäude vorgesehen. Für den Standort gibt es aktuell (Stand 2016) keine bekannten Hochhausplanungen. |
| Stadtportal West Europaboulevard (Nord)    | 60 m  | Gallus, Europa-Allee 140–142 (Baufeld 3a)    | Aurelis                                          | Die Revitalis Erste Grundstücksgesellschaft mbH & Co. KG hat das Grundstück erworben und baut seit Anfang 2014 den „Westside Tower“. Im Frühjahr 2016 soll der 66 Meter hohe Turm mit 244 Mietwohnungen fertiggestellt werden. |
| Stadtportal West Europaboulevard (Süd)     | 60 m  | Gallus, Europa-Allee 165 (Baufeld 4a)        | Aurelis                                          | Die Wilma Wohnen Süd GmbH hat das Grundstück erworben und baut seit November 2013 den Wohnturm „AXIS“ mit 152 Eigentumswohnungen. Das 60 Meter hohe Gebäude wurde Anfang 2016 fertiggestellt. |

### Nördliche Innenstadt
| Projektname                       | Höhe | Adresse                       | Eigentümer       | Status |
| --------------------------------- | ---- | ----------------------------- | ---------------- | --- |
| Hochhaus Stiftstraße/Katzenpforte | 60 m | Innenstadt, Stiftstraße       | SEB AG           | Von 2012 bis 2013 wurde der nordwestliche Teil des zwischen Bleichstraße, Katzenpforte und Stiftstraße gelegenen Areals mit dem ehemaligen Turmpalast-Kino abgerissen. Dort entstand bis 2014 das Wohn- und Geschäftshaus „Turm-Carrée“. Für das im südöstlichen Bereich geplante Wohnhochhaus gibt es aktuell (Stand 2016) keine bekannten Planungen. |
| Hochhaus Sireo-Telekom-Areal      | 60 m | Innenstadt, Stiftstraße 23–27 | Deutsche Telekom | 2012 wurde ein städtebaulicher Ideenwettbewerb für das Grundstück ausgelobt. Das Architekturbüro Max Dudler wurde mit einem Entwurf für ein etwa 90 bis 100 Meter hohes Wohngebäude mit einem zweiten Preis ausgezeichnet, ein erster Preis wurde nicht vergeben. In Absprache mit der Stadt Frankfurt wurde der Entwurf überarbeitet und sieht nun drei Türme mit Höhen von 40, 50 und 80 Metern Höhe vor. Der Projektentwickler Corpus Sireo sucht einen Investor für die Realisierung des Hochhaus-Komplexes „Drei Schwestern“ mit rund 180 Wohnungen. Im Februar 2016 erwarb Becken Development das Grundstück. Die Pläne sollen noch einmal grundlegend überarbeitet werden, u. a. soll der Anteil der Wohnungen auf 250 bis 300 steigen. Mitte 2017 könnte mit dem Bau begonnen werden. |

### Weitere Standorte
| Projektname                            | Höhe  | Adresse                                              | Eigentümer | Status |
| -------------------------------------- | ----- | ---------------------------------------------------- | ---------- | --- |
| Hochhaus am Hauptbahnhof               | 200 m | Gutleutviertel, Mannheimer Straße/Stuttgarter Straße | Vivico     | Auf dem Parkplatz an der Südseite des Hauptbahnhofs sollte bereits in den achtziger Jahren ein über 300 m hohes Gebäude namens „Campanile“ gebaut werden, die Pläne scheiterten jedoch an Streitigkeiten mit einer Nachbarin. Als die Deutsche Bahn 2008 Interesse an dem Standort für rund 3.000 Mitarbeiter signalisierte, wurde die erlaubte Höhe des geplanten Gebäudes von 100 auf 200 Meter verdoppelt. Die Pläne für einen Bahntower Frankfurt zerschlugen sich 2009, als die Bahn für rund 2.000 Mitarbeiter den Silberturm im Frankfurter Bankenviertel anmietete. |
| Hochhaus auf der Osthafenmole          | 60 m  | Ostend, Osthafen                                     |            | 2011 trat der Bebauungsplan 799 „Honsellstraße“ in Kraft, der eine Hotelnutzung mit maximal 100 Betten und eine Gebäudehöhe von maximal 60 Metern vorschreibt. Die Einschränkung in Bezug auf die Bettenanzahl wurde durch die Seveso-II-Richtlinie begründet, da im nahegelegenen Osthafen eine Gefahrguthalle steht, in der Chemikalien gelagert werden. 2013 stellte der Hotelfachmann Harald Peters Pläne für ein 95 Meter hohes Gebäude mit 150 bis 180 Zimmern vor, da sich ein kleineres Hotel nicht wirtschaftlich rentieren würde.                                 |
| Stadtportal Ost Ratswegskreisel (Nord) | 60 m  | Ostend, Hanauer Landstraße                           |            | Keine bekannten Planungen. |
| Stadtportal Ost Ratswegskreisel (Süd)  | 60 m  | Ostend, Hanauer Landstraße                           |            | Keine bekannten Planungen. |